# Fargues (Landes)
Fargues ist eine französische Gemeinde mit 314 Einwohnern (Stand 1. Januar 2022) im Département Landes in der Region Nouvelle-Aquitaine (vor 2016: Aquitanien). Sie gehört zum Arrondissement Mont-de-Marsan und zum Kanton Chalosse Tursan.
Der Name in der gascognischen Sprache lautet Hargas (deutsch Schmiede). Bereits in gallorömischer Zeit waren Schmieden in der Siedlung anzutreffen.
Die Einwohner werden Farguais und Farguaises genannt.

## Geographie
Die Gemeinde Fargues liegt circa 20 Kilometer südlich von Mont-de-Marsan in der Landschaft Chalosse der historischen Provinz Gascogne.
Umgeben wird Fargues von den Nachbargemeinden:
|          | Montgaillard                                | Larrivière-Saint-Savin |
| Montsoué | Kompassrose, die auf Nachbargemeinden zeigt | Buanes                 |
|          | Vielle-Tursan Saint-Loubouer                |                        |

Fargues liegt im Einzugsgebiet des Flusses Adour.
Seine Nebenflüsse durchqueren das Gebiet der Gemeinde,
- der Ruisseau de Téchénérat, hier auch Ruisseau de Lagrabe genannt, und
- der Bahus mit seinen Nebenflüssen,
  - dem Baziou und
  - dem Ruisseau de Labourdasse, der an der Grenze zur Nachbargemeinde Montgaillard zu einem kleinen See aufgestaut wird.[4]

## Geschichte
Der Landstrich war bereits in der Urgeschichte besiedelt. Ihren Namen erhielt die Gemeinde aufgrund der Schmieden, die hier von der gallorömischen Zeit bis zum Ende des Mittelalters betrieben wurden. Das Dorf entwickelte sich um ein Gebäude namens Bombardé, das im 15. Jahrhundert dem Grundherrn von Lucpeyroux gehörte. 1512 wurde es an einen gewissen de Camon verkauft. Zu diesem Zeitpunkt war es eine sogenannte Caverie, die bedeutender als ein Adelshaus war, aber keine Stellung als Sitz einer Grundherrschaft bedeutete. 1641 gelangte Fargues in den Besitz von Charles de l’Abadie, 1727 eines gewissen Bourdeau, in dessen Familie es über mehrere Generationen verblieb. Seit dem 19. Jahrhundert besteht Fargues im Wesentlichen aus Bauernhöfen und verstreuten Meierhöfen.

### Einwohnerentwicklung
Nach Beginn der Aufzeichnungen stieg die Einwohnerzahl bis zur ersten Hälfte des 19. Jahrhunderts auf einen Höchststand von rund 560. In der Folgezeit sank die Größe der Gemeinde bei kurzen Erholungsphasen bis nach dem Zweiten Weltkrieg auf rund 265 Einwohner. Bis zur Jahrtausendwende setzte zunächst ein leichter Anstieg der Einwohnerzahl ein, später eine Minderung auf wiederum rund 265 Einwohner ein, bevor erneut eine moderate Wachstumsphase einsetzte.
| Jahr      | 1962 | 1968 | 1975 | 1982 | 1990 | 1999 | 2006 | 2010 | 2022 |
| --------- | ---- | ---- | ---- | ---- | ---- | ---- | ---- | ---- | ---- |
| Einwohner | 308  | 293  | 277  | 279  | 282  | 264  | 289  | 322  | 314  |

## Sehenswürdigkeiten

### Pfarrkirche Saint-Barthélemy

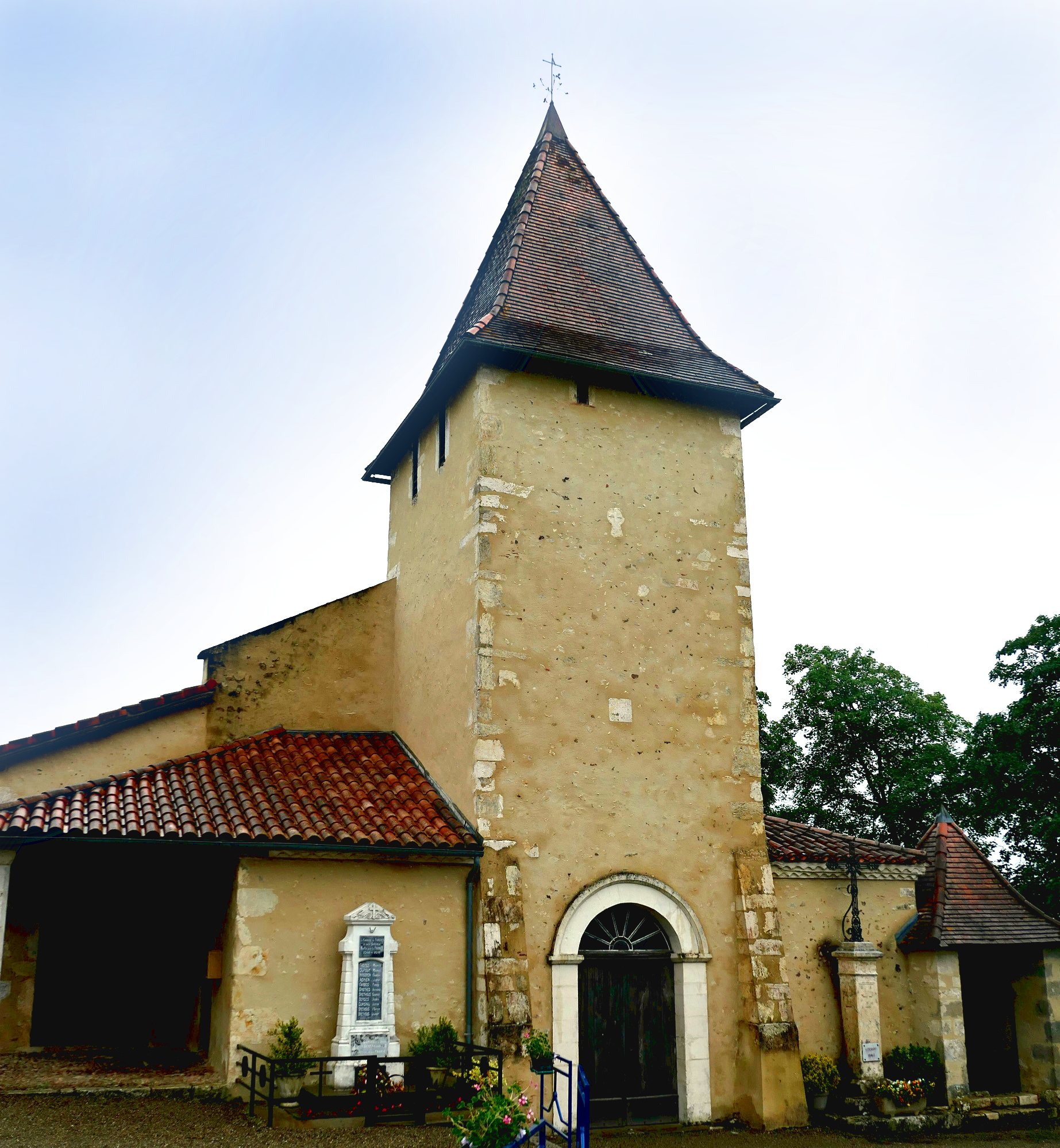
Kirche Saint-Barthélemy

Sie wurde 1740 als Kapelle des Schlosses Dade errichtet. Das Langhaus mit einem Haupt- und einem nördlich gelegenen Seitenschiff verlängert sich in eine Apsis mit geradem Abschluss. Dem Gebäude vorgebaut ist ein viereckiger Glockenturm mit einem mit Ziegeln gedeckten Zeltdach. Er besitzt kleine, rechteckige Fenster und sein rundbogenförmiger Eingang erlaubt den Zutritt zur Kirche. Zwei Vorhallen befinden sind links und rechts des Glockenturms. Das Mauerwerk der Kirche besteht aus Bruchstein verschiedener Materialien und Kieselsteinen aus der Umgebung. 2014 wurden Restaurierungsarbeiten notwendig, um die Fassaden zu sichern und zu verfestigen.

### Schloss Dade
Es befindet sich unweit der Pfarrkirche. Der frühere Sitz der Grundherrschaft wurde vermutlich im 18. Jahrhundert erbaut, jedoch 1845 von einem gewissen Saturnin de Lucmau neu errichtet. Der rechteckige, mit ockerfarbenem Putz gedeckte Bau erstreckt sich über drei Stockwerke. Trotz seiner imposanten Größe besitzt es einen sachlichen Charakter, da auf betont auffälligen Verzierungen verzichtet wurde. Während des 20. Jahrhunderts wurden Änderungen am Schloss und seinem Garten vorgenommen, das sich in Privatbesitz befindet und der Öffentlichkeit nicht zugänglich ist.

### Schloss Bombardé
Es wurde um 1412 auf einer Anhöhe über dem Tal des Bahus als englischer Militärposten errichtet, nachdem im Frieden von Brétigny die Gascogne an die englische Krone übergegangen war. Seinen Namen erhielt das Anwesen von den Bombardements einfacher Kanonen, die englische Truppen seit der Schlacht bei Crécy nutzten. Spuren seiner Befestigung lassen sich noch heute erkennen an schweren Türen, Schießscharten und einer Mauerdicke von mehr als einem Meter im zentralen Gebäude. Das heutige l-förmig angeordnete Schloss bestand zu Beginn aus einem rechteckigen Teil, dessen Hauptfassade sich nach Norden zu einer ehemaligen Straße orientierte, die auf die Anhöhe führte. Die Engländer entwickelten den Weinbau, und der erste Armagnac wurde um 1417 auf dem Markt von Saint-Sever verkauft. Das Schloss wurde folglich mit einer Kelter und mehreren Weinkellern ausgestattet. Spuren eines großen Kamins und Fresken aus der damaligen Zeit haben im ersten Stock des Schlosses die Jahrhunderte überdauert.

### Peyre von Pithié

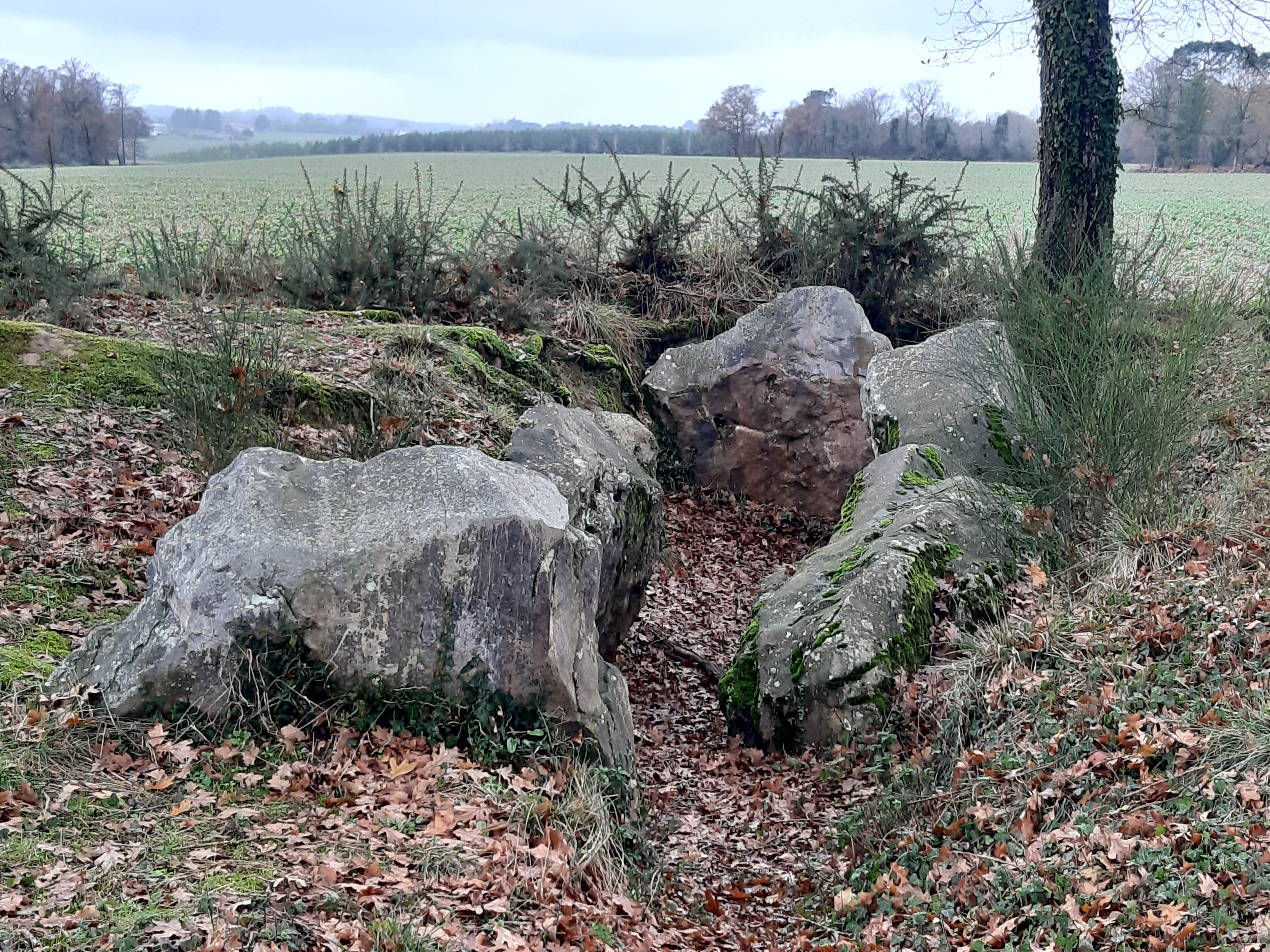
Peyre von Pithié

Im Wald von Caillan, nordöstlich des Zentrums der Gemeinde, befindet sich ein Megalithanlage aus mehreren, teilweise umgestürzten Steinen. In der als Peyre von Pithié bezeichneten Anlage ist in der Mitte ein tiefes Loch zu sehen, das sich nach dem Volksglauben bei bestimmten Mondphasen selbst bei Trockenperioden mit Wasser füllt, das Krankheiten heilt und Frauen Fruchtbarkeit verleiht.

## Wirtschaft und Infrastruktur
Die Landwirtschaft ist der wichtigste Wirtschaftsfaktor der Gemeinde.
Fargues liegt in der Zone AOC des Weinbaugebiets Tursan.

### Bildung
Die Gemeinde verfügt über eine öffentliche Vor- und Grundschule mit 44 Schülerinnen und Schülern im Schuljahr 2017/2018.

### Sport und Freizeit
- Der Ruisseau de Labourdasse wird an der Grenze zur Nachbargemeinde Montgaillard zu einem kleinen See aufgestaut. Er lädt zum Spazierengehen und Angeln ein. Fischarten vor Ort sind Zander, Forellenbarsch, Karpfen und Rotauge.[15]

- Ein Rundweg mit einer Länge von 12,8 km führt zu Fuß oder mit dem Fahrrad vom Zentrum durch das Gebiet der Gemeinde u. a. am Dolmen Peyre de Pithié vorbei.[16]

### Verkehr
Fargues ist erreichbar über die Routes départementales 25, 335 und 446.